# T.K.V. Desikachar
 (novembre 2008).
Si vous disposez d'ouvrages ou d'articles de référence ou si vous connaissez des sites web de qualité traitant du thème abordé ici, merci de compléter l'article en donnant les références utiles à sa vérifiabilité et en les liant à la section « Notes et références ».
T.K.V. Desikachar (21 juin 1938, Mysore - 8 août 2016, Madras) est le fils et l'étudiant privilégié de Sri Krishnamacharya, enseignant considéré comme le père du yoga moderne, dont il a poursuivi l'enseignement. Desikachar a fondé le centre Yoga Mandiram Krishnamacharya à Madras. Il a activement participé à la réapparition et la diffusion du Hatha yoga jusqu'à sa mort

## Formation
TKV Desikachar a commencé sa carrière en tant qu'ingénieur. Inspiré par les enseignements de son père, il est basé à Madras (maintenant Chennai). En 1960, il abandonne sa carrière d'ingénierie pour étudier le yoga avec son père en 1960. En 1976, avec A.G. Mohan (en), un autre étudiant « senior » de Sri Krishnamacharya, il a créé le yoga Mandiram (KYM) de Krishnamacharya, pour diffuser les enseignements de son père et professeur. Le KYM est désormais le siège d'un important institut de pratique et d’étude du yoga dans la région de Chennai en Inde. De conserve avec son fils Kausthub Desikachar, TKV Desikachar a posé les fondements de soins et de pratique du yoga de Krishnamacharya (KHYF), le 1er janvier 2006. KHYF est autorisé à diffuser les enseignements holistiques du yoga de Sri T Krishnamacharya.
Aujourd'hui, TKV Desikachar est connu et respecté mondialement comme une autorité en matière de yoga[réf. nécessaire]. Il a étudié avec son père pendant plus de trente années ; son modèle d'enseignement englobe un plus large cercle de notions sur le yoga, évitant ainsi de se  focaliser sur la seule pratique posturale, asana. 
Enseignant régulièrement en Inde et sur d’autres continents, TKV Desikachar a participé à de nombreuses conventions et conférences internationales. Il a écrit :  Health, Healing and Beyond and The Heart of Yoga: Developing a Personal Practice. En 2000 il a publié une traduction du texte classique Yogayajnavalkya (en)Samhita of yoga. Il a également coécrit avec son fils Kausthub, un livre intitulé Vedic Chant Companion. Son dernier travail, Le Viniyoga du yoga, coécrit avec Kausthub et Frans Moors, traite de l'emploi des asana et du pranayama dans les plus diverses directions.

## Le Yoga Mandiram Krishnamacharya
Le KYM est une organisation caritative publique déclarée, identifiée par le service de la santé de famille et du bien-être, par le gouvernement du Tamil Nadu.[réf. nécessaire]
Aujourd'hui[évasif] le KYM comporte plusieurs départements, avec un corps d’enseignants de plus de trente professeurs issus de milieux divers. Mme Menaka Desikachar, un de ses membres fondateurs, est responsable de la formation en matière d’enseignants sénior et de thérapie par le yoga. Ses fils, fille et belle-fille font également partie du KYM. Les activités du KYM incluent des études de yoga, la thérapie par le yoga, la recherche sur le yoga et des publications. Vedavani, une unité séparée de KYM, est uniquement consacrée à l'enseignement et à la transmission du chant védique ainsi qu'à la recherche dans de nombreux domaines. Le KYM's MITRA s’occupe de l’aspect philanthropique.

## Yoga
Bien qu'il ait pris une certaine distance avec cette école, TKV Desikachar est lié au ViniYoga. Lancé par Sri Krishnamacharya (sur la base d'un passage des Yoga Sûtra, III, 6), ce yoga cherche se veut adapté à chaque personne qui pratique. Comme il le dit, « Ce n’est pas la personne qui doit s’adapter au Yoga mais le Yoga qui doit être ajusté à chaque personne. » Et TKV Desikachar renchérit : « L’esprit Viniyoga, c’est partir de là où l’on se trouve. Puisque chacun est différent et change de temps à autre, il ne peut y avoir de point de départ commun et les réponses toutes faites ne serviront à rien. Il est nécessaire d’examiner la situation actuelle et de remettre en cause le statut habituellement admis. ».

#### Ouvrages de KTV Desikachar
- (en) Health, Healing & Beyond. Yoga and the Living Tradition of T. Krishnamacharya, New York, The Aperture Foundation, 1998 (ISBN 0-893-81941-7)Reprint North Point Press, 2011, 240 p.  (ISBN 978-0-865-47752-0)
- (en) The Heart of Yoga. Developing a Personal Practice, Rochester (VT), Inner Traditions International, 1999, 244 p. (ISBN 0-892-81764-X)
- (en) With Kausthub Desikach, Vedic Chant Companion, KYM India, 2005, 68 p. (ISBN 978-8-187-84702-1)
- (en) With Kausthub Desikachar and Frans Moors, The Viniyoga of Yoga: Applying Yoga for Healthy Living, Krishnamacharya Yoga Mandiram, 2001, 391 p. (ISBN 978-8-187-84711-3)

#### Études
- Philippe Filliot, Un yoga occidental. L'enseignement viniyoga de Krishnamacharya à aujourd'hui, Paris, Almora, coll. « Spiritualités pratiques », 2018, 224 p. (ISBN 978-2-351-18369-4)
- (en) Béatrice Viard (Ed.), T.K.V. Desikachar: A question of transmission, Cahiers de Présence d'Esprit, 2019, 241 p. (ISBN 978-2-953-23590-6)